# 受胎告知 (フラ・アンジェリコ、サン・マルコ美術館)
『受胎告知』（じゅたいこくち、伊: Annunciazione、英: Annunciation）は、1440–1445年ごろに、イタリアのルネサンス期の巨匠、フラ・アンジェリコが制作したフレスコ画であり、フィレンツェのサン・マルコ修道院 (現在、美術館となっている) にある。コジモ・デ・メディチが修道院を再建したとき、コジモはフラ・アンジェリコに精緻なフレスコ画で壁面を装飾するように依頼した。これらの作品には、祭壇画、僧侶の独房の内部、修道士の回廊、参事会集会所、廊下の内部が含まれており、全部で約50点であった。すべての絵画はアンジェリコ自身で、または彼の直接の監督の下で描かれた。修道院のすべてのフレスコ画中、『受胎告知』は芸術の世界で最もよく知られている。

## 概要

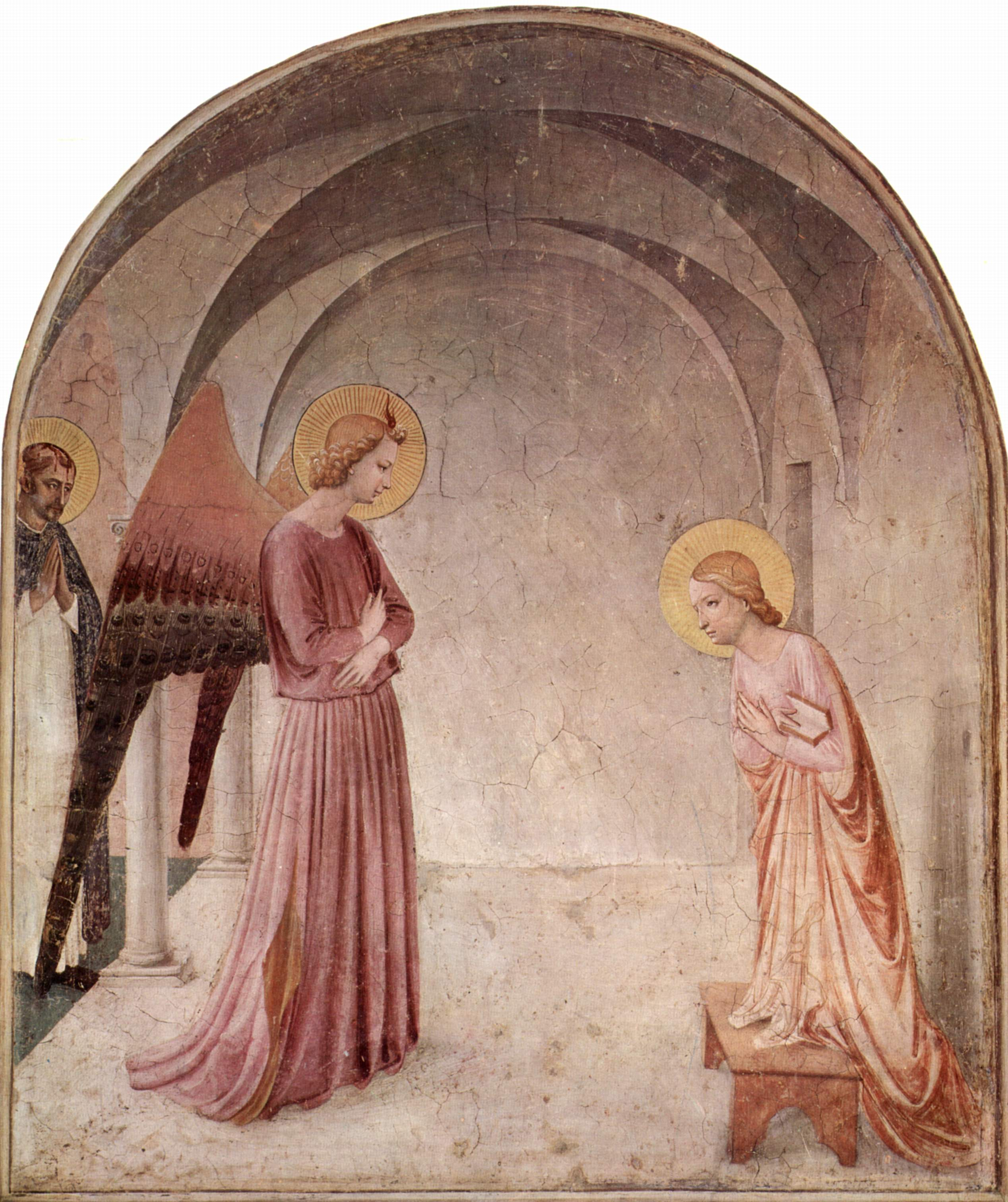
『受胎告知』(1437-1443年) 、サン・マルコ修道院 (修道士の独房)

『受胎告知』は、同主題に関するフラ・アンジェリコの最初の絵画でも、修道院での唯一の絵画でもない。この主題は画家のお気に入りで、いくつかの祭壇画を制作した。祭壇画はプラド美術館を含むいくつかの美術館に分散しており、修道院の修道士の独房にも『受胎告知』のフレスコ画がある。画家は、大天使ガブリエルが屋外で聖母マリアを訪ねるこの種の構図の考案者として認められている。従来の典型的なゴシックの「受胎告知」の絵画には、屋内で聖母マリアを訪れているガブリエルと、玉座にいるマリアが含まれていた。そして、人物像は平面的で、静的で、非現実的に見えていた。
本作を描いたとき、フラ・アンジェリコは同じ「受胎告知」の主題の祭壇画を念頭に置いたはずであるが、フレスコ画特有の不透明な色彩で描かれている本作は、特に「比類のない高みの優雅さを達成した」とされている。ゴシックからルネサンスへ移行途中であるため、空間と照明の処理方法は革新的である。以前の同主題の作品には空間認識がなく、人物像は空中に浮かんでいるように見え、建築物による線は消失点に収斂していなかった。これにより、以前の作品は不均衡で、縮尺が合わなかった。
『受胎告知』のこのバージョンは、サン・マルコ修道院の北側、修道院の寮が配置されている1階の階段の最上部にある。これは、フラ・アンジェリコが独房の内側ではなく、廊下の壁の外側に描いた3点しかないフレスコ画のうちの1点である。階段は、修道院に入る光の量に影響を与える窓の変更を含む多くの改修を受けた。このフレスコ画は、暗がりで見ることを目的としていた。絵画を見るとき、僧侶には追加の光を不要にする目に見えない光源があるが、修道院への訪問者が今日、本作を見たら、本物らしい場面には見えないであろう。今では多くの異なる角度から絵画を照らす照明があるのである。絵画が階段の一番上に配置された状況で、フラ・アンジェリコは、場面を修道院と僧侶の日常生活に取り入れようとした。当時は、明るい絵画が装飾に使われ、暗い絵画は瞑想と祈りのために使われていたのである。
サン・マルコ修道院の独房内のフレスコ画は控えめに描かれている。「フレスコ画は熟考と瞑想、そして清貧についての考察を目的としていた。金箔とアズライトは、コジモ・デ・メディチの独房と廊下の公共空間のフレスコ画のために限定されていた」 。金箔とアズライトは豪奢な素材であり、裕福な後援者であったコジモにのみ与えられた贅沢であった。一方、僧侶たちは、祈るという唯一の目的のために自分たちの独房に絵画を与えられた。仮に金とアズライトが使われたとしも、北側に描かれた本作は修道院の寮にあるため、比較的地味なものとなったであろう。
この『受胎告知』の2人の登場人物はゴシック様式の優美な彫像のようでありながら、マサッチオ風の空間表現の中にしっかりと描写されている。外に面した修道院の開放的な回廊であるロッジアはイオニア式とコリント式の複合形式の列柱に囲まれており、列柱はすべて古代ローマ風のアーチを支えている。それらすべてがガブリエルとマリアを枠取り、絵画の焦点を強調している。前景の中央の柱は絵画を2つの空間に分割し、ガブリエルとマリアを分離しているが、同時に2人を結びつけている。塀で囲まれた「閉ざされた庭」は中世以来の象徴的意味、すなわちマリアの無垢さと処女性を表わしているが、同時に注意深い自然観察による細部描写が見事である。
ガブリエルが屋外の回廊で聖母マリアに近づいているのが見える。ガブリエルはピンク色と金色で描かれ、マリアに視線を向けたまま、多色の翼を下ろそうとしているのが見える。そして、両腕を肘で曲げ、両手を胸に交差させるジェスチャーをマリアに示しているのが見える。マリアは優しく、無垢であるように描かれているが、ガブリエルの到着に驚きつつ、自身の女王の地位と純粋さを示す典型的な青色の衣服を身に着けて、ガブリエルに対面して座っている。マリアの腕はガブリエルと同じように曲げられているが、このジェスチャーはマリアの受容、謙虚さ、そして服従を示している。
このフレスコ画は、美的なものだけを目的としたものではない。フレスコ画の下部にあるロッジアを横切ると、鑑賞者に「Virginis Intacte Cvm Veneris Ante Figvram Preterevndo Cave Ne Sileatvr Ave」と指示する碑文がある。それは、「汚れなき聖母マリアのお姿を前にしたら、必ずアヴェ・マリアの祈りを唱えよ」と書かれている。碑文は、毎日、僧侶たちが祈ることを想起させるものであった。

## フラ・アンジェリコの祭壇画の『受胎告知』

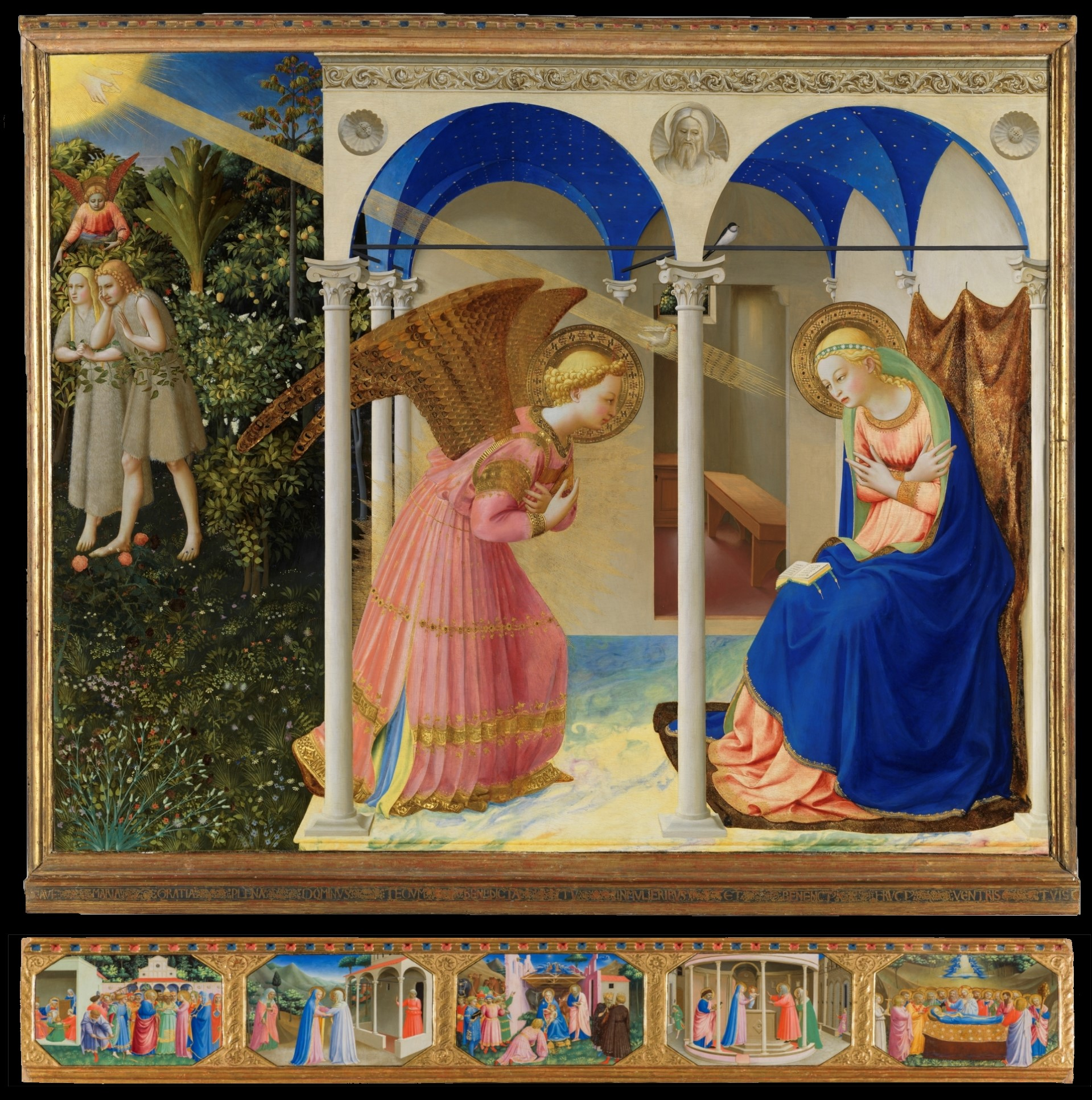
『受胎告知』 (1425-1428年ごろ)、プラド美術館、マドリード
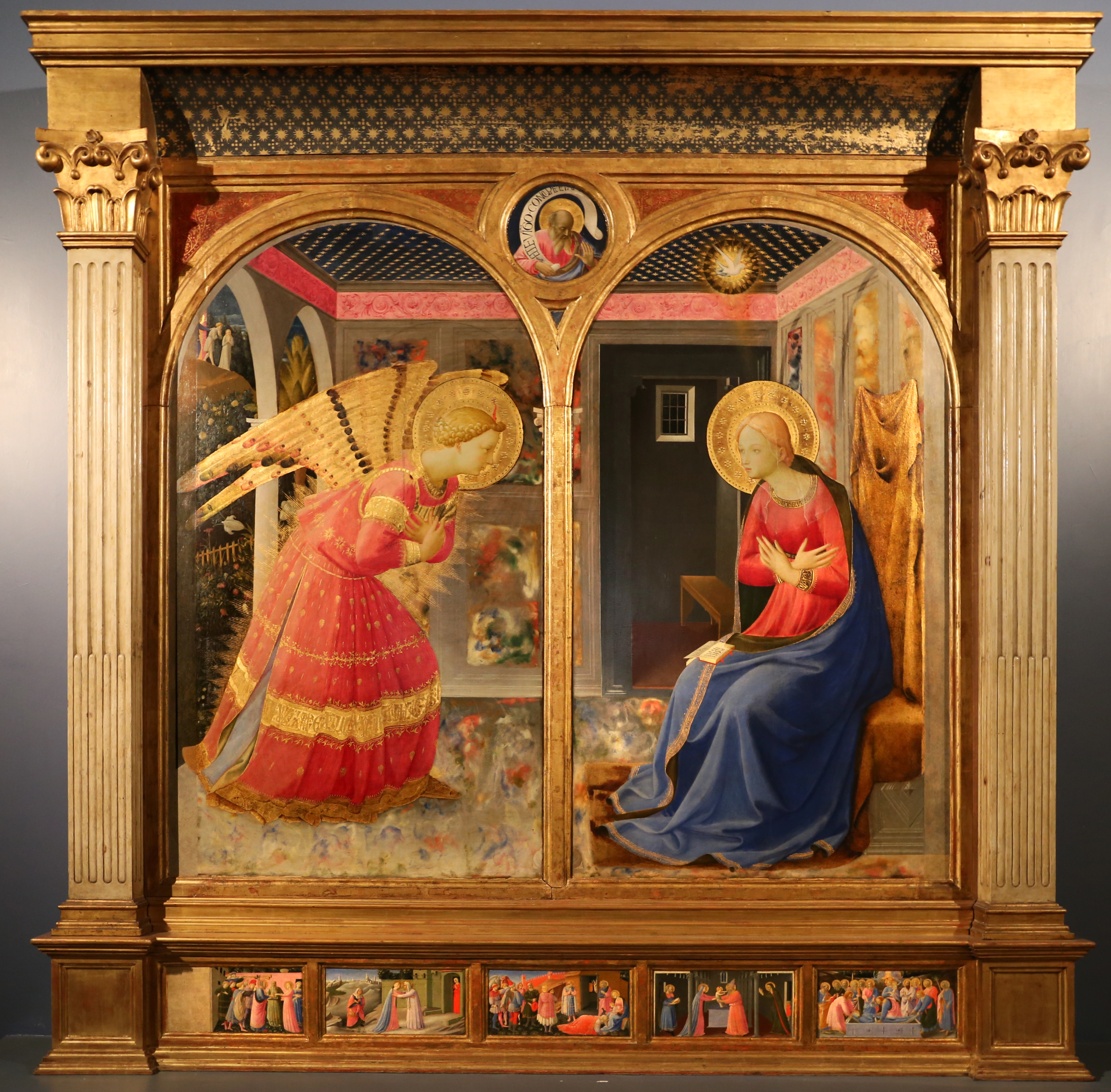
『受胎告知』 (1432年ごろ)、バジリカ・ディ・サンタ・マリア・デッレ・グラツィエ美術館（イタリア語版）、サン・ジョヴァンニ・ヴァルダルノ
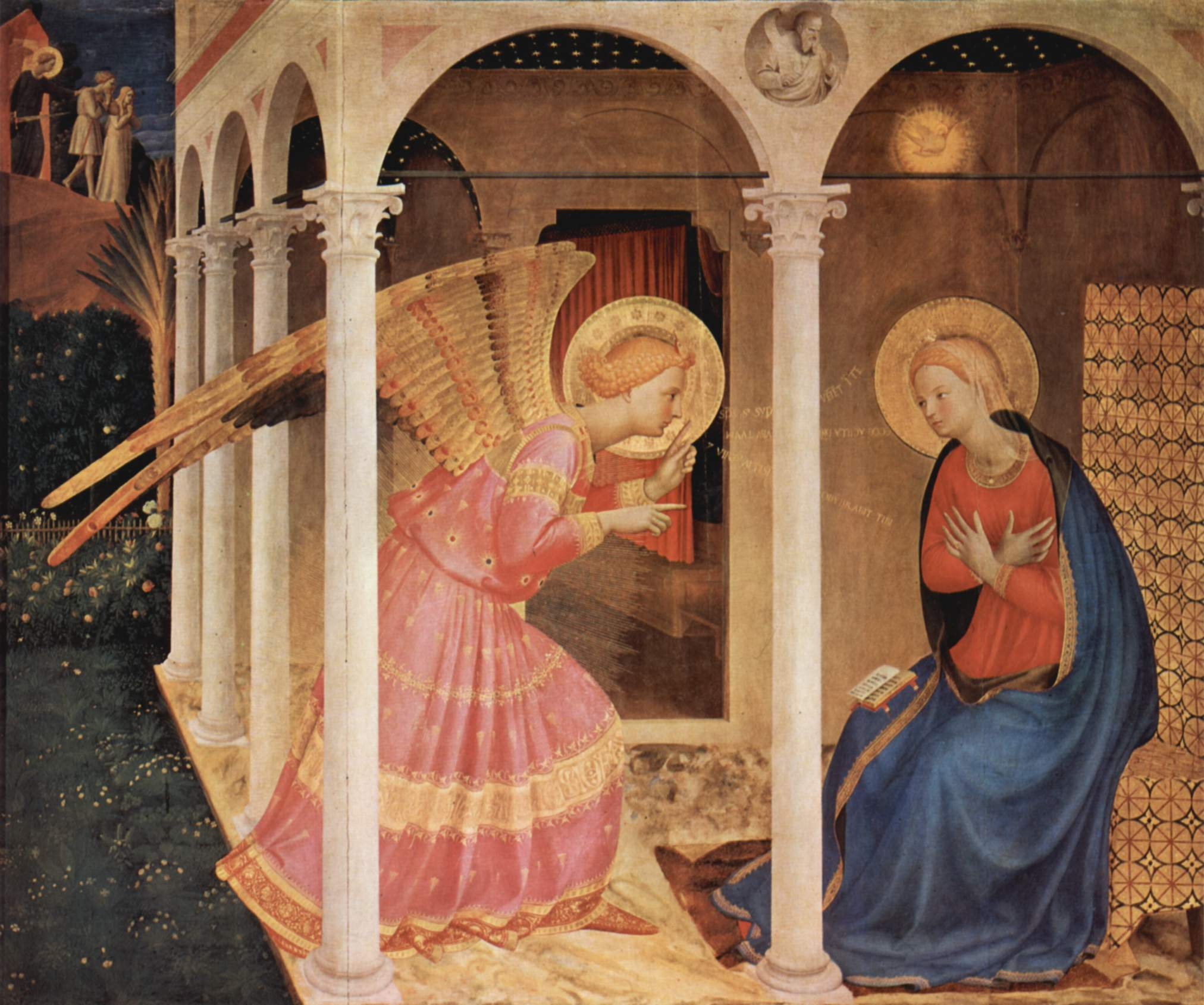
『受胎告知』 (1433-1434年ごろ)、コルトーナ司教区美術館（英語版）